# 쿠바깔때기귀박쥐
쿠바깔때기귀박쥐(Chilonatalus micropus)는 깔때기귀박쥐과에 속하는 박쥐로 킬로나탈루스속(Chilonatalus)에 포함되는 2종의 박쥐 중 하나이다. 콜롬비아와 쿠바, 도미니카 공화국, 아이티, 자메이카에서 발견된다.

## 특징
모든 깔때기귀박쥐류는 깔때기 모양의 큰 귀를 갖고 있으며, 귀 바깥쪽 피부에 분비샘 돌기가 나 있다. 꽤 두꺼운 짧은 삼각형 모양의 이주(耳珠)도 갖고 있지만, 전형적인 잎코(비엽)는 없다. 그러나 모든 깔때기귀박쥐과 종들은 비엽과 유사한 주둥이 끝에 털같은 돌기를 갖고 있다. 눈은 두드러지지 않는다. 타원형의 콧구멍은 입술 가장자리 근처에 위치해 있고, 서로 가까이 있다.
깔때기귀박쥐류의 특별한 특징 중 하나는 성체 수컷의 얼굴 또는 주둥이의 독특한 구조이다. 이 구조는 "깔때기귀박쥐류 기관(natalid organ)"이라는 이름으로 보통 알려져 있다. 감각 기관 세포로 이루어져 있지만, 분비선 기능 안에 실제로 포함될 수 있다. 이 구조에 대해 충분히 알려져 있지 않지만, 현재 깔때기귀박쥐류에서만 발견되는 특징으로 보인다.
깔때기귀박쥐류 모두는 가늘고 긴 날개와 상당히 연약한 다리를 갖고 있다. 엄지손가락 또한 아주 짧지만 비막을 갖고 있지다. 게다가 두번째 손가락은 손가락뼈가 없다. 꼬리는 다리 길이 정도되거나 더 길며, 꼬리비막에 완전히 둘러싸여 있다.
쿠바깔때기귀박쥐는 깔때기귀박쥐과의 다른 종들과 다른 독특한 특징을 많이 갖고 있다. 신대륙 박쥐 중에서 가장 작고 가장 우아하다. 아랫 입술이 바깥 쪽으로 접어져 젖혀 있다. 다른 쪽에는 작은 수평의 피부 돌기도 갖고 있다. 이와 같은 구조때문에 마치 두번째 입술처럼 보인다.
쿠바깔때기귀박쥐는 털이 아주 무성하고 길다. 털 색깔은 몸 부위에 따라서 아주 다양하다. 등쪽의 털 안쪽은 누르스름한 연한 갈색을 띠며, 털 끝은 불그스레한 갈색 또는 밤색-갈색을 띤다. 복부 쪽은 전체적으로 누르스름한 연한 갈색을 띤다.
치열은 (3/3, 1/1, 3/3, 3/3)이다. 쿠바깔때기귀박쥐는 아주 잘 발달된 "W"형 이빨 패턴을 가지고 있다. 세번째 앞니는 나머지 2개 이빨과 떨어져 있다. 송곳니는 작지만 잘 발달해 있고 다른 이빨들과 두드러지게 떨어져 있다. 앞어금니는 모두 가까이 붙어 있고 다른 이빨과 어금니는 크기와 형태가 거의 비슷하다.
성적인 이형성은 없는 것으로 보인다.